# مسجد لبدة
مسجد لبدة، من المساجد التي كان لها دور في الحياة العلمية بمنطقة حائل.

## تأسيس المسجد
كان بالأصل قطعة أرض مملوكة لأسرة القويعي؛ فتبرعوا بها وأوقفوها بيتاً لله تعالى، ثم سُورت مسجداً، وكان أول من فكر بإنشاء المسجد الشيخ عوض بن محمد الحجي، ومحمد أبو عرف الخطيب، حيث قاما بتسوير هذه الأرض لتأدية الصلوات الخمس، وبالفعل سوروها بعسيب النخيل ليُصلى تحتها اثناء الحر، ثم في أواخر القرن الثالث عشر الهجري، واوائل القرن الرابع عشر الهجري قام الشيخ صالح السالم رحمهُ الله ومعهُ أحد أبناء العريفي ببناء المسجد من طين على الهيئة الموجودة عليه حالياً.

## طريقة التدريس
كان التدريس يقام على طريقتين: الأولى الشرح والتدريس، وهذه للمتون العلمية في الأصول والفروع، والثانية جرد المطولات من الكتب العلمية كالصحاح والسنن والتفسير وكتب ابن تيمية وابن القيم.

## جهود علماء المسجد
- يمتاز علماء المسجد بمقابلة النسخ الخطية على أصولها المنقولة عنها، من ذلك أن الشيخ صالحاً قرأ على شيخه عوضاً الحجي إغاثة اللهفان وصححه منه، وقابل الشيخ صالح الرد على الزنادقة والجهمية للإمام أحمد واقتضاء الصراط المستقيم لابن تيمية مع أحد تلامذته سنة 1312هـ، وكذلك قابل القطر الصيب في الكلم الطيب لابن القيم نسخة ثم قابله مع عبد الله بن عتيق الخرجي في 11 /2 /1311هـ
- تميز أهل المسجد بتأليف الردود على طريقة أئمة الدعوة، فقد ألف الشيخ عوض الحجي سنة 1282هـ رداً على داود بن جرجيس عام العراق في كتاب سماه الصواعق في أجوبة أنموذج الحقائق، وكذلك رد الشيخ صالح بن سالم على دحلان وأهل عنيزة، ورد أيضاً على ابن عمرو ورد في قصائد أخرى على بعض خصومه، ورد الشيخ حمود الشغدلي والشيخ محمد الصريري والشيخ عبد الرحمن الملق على الشيخ عيسى الملاحي
- كان لعلماء المسجد دور كبير على المستوى السياسي والاجتماعي في جبل شمر؛ فقد راسل الملك عبدالعزيز الشيخ صالح البنيان بعد دخوله الرياض/ وقام صالح بالرد عليه مباشرة.[3]

## أبرز المعلمين في مسجد لبدة
- الشيخ عوض الحجي
- الشيخ صالح السالم
- الشيخ حمود الحسين
- الشيخ عثمان العبيداء
- الشيخ عبد الله المرعي
- الشيخ عبد الرحمن الملق
- الشيخ علي الصالح السالم.[4]